# ダーウィンの悪夢
『ダーウィンの悪夢』（ダーウィンのあくむ、Darwin's Nightmare）は、2004年に公開されたドキュメンタリー映画。フーベルト・ザウパー監督。アメリカのインターナショナル・フィルム・サーキット配給。
第78回アカデミー賞の長編ドキュメンタリー映画賞にもノミネートされた。

## 概要
東アフリカビクトリア湖に繁殖した巨大魚ナイルパーチを通して、タンザニアからヨーロッパ・日本への加工品輸出を軸に、1日1ドル以下で生活する具体例を通して、「グローバル経済の引き起こす現実」を描きだしたドキュメンタリー映画。
研究者がビクトリア湖に繁殖した巨大魚ナイルパーチにより在来種が絶滅の危機に瀕していることを欧州とアフリカの会議に訴えても無視されてしまう。それは何故か。
「飛行機で欧州からアフリカへ武器を輸出し、その飛行機が欧州へ帰るときには巨大魚ナイルパーチの加工品を積み込んでいる。」とのパイロットの証言を得ることにより欧州とアフリカの経済的な関係が明らかになる。それから派生していると考えられるアフリカの貧困・売春などをドキュメントする。
欧州からアフリカへの武器輸出への嫌疑、生態系の破壊、外国に良い食材を輸出しながら、その残骸を非衛生的な状態で食す人々、その中で育つ子供たち、売春、エイズなど、さまざまな側面から描き出している。
2004年トロント国際映画祭で初リリース。2005年山形国際ドキュメンタリー映画祭で、コミュニティシネマ賞、審査員特別賞を受賞した。

## 影響
日本での劇場公開にあたっては、駐日タンザニア大使が配給会社を訪れ、「映画の内容が事実に基づいていない」と抗議を行った。またアフリカに詳しい専門家や文化人などから疑問の声が上がった。
作家の若一光司はテレビ番組出演時、「貧困や治安の悪化は別に原因があるにもかかわらず、すべてをナイルパーチという魚に結び付けている。欧米人がアフリカの人々を見下す視線が感じられる」と否定的なコメントをしている。

## テレビ放映
日本での劇場公開前の、2006年の3月5日には、NHKBS1のBS世界のドキュメンタリー枠で『ダーウィンの悪夢 アフリカの苦悩（前・後編）』として放送された。

## 関連文献
- 小川さやか「批評：ドキュメンタリー映画「ダーウィンの悪夢」の舞台から」『アフリカレポート』45号、アジア経済研究所、2007年9月。